# Herensingel (Haarlem)
De Herensingel, vroeger Bullensingel is een gracht en straat in de Nederlandse stad Haarlem. De gracht loopt van de Amsterdamse Poort in zuidwestelijke richting naar het Spaarne, waar hij wordt overspannen door de Schalkwijkerbrug.
Al op de kaart van Jacob van Deventer uit de zestiende eeuw is dit water te zien als zuidoostelijke grens van de stadsbebouwing, en dat zou tot ver in de 19e eeuw zo blijven. Alleen de straat aan de zuidoostkant van de gracht heet de Herensingel, de weg aan de overkant heet de Lange Herenvest. De laatste paar meters richting de Amsterdamse Poort zijn gedempt, daar heet de straat Gedempte Herensingel.

## Fotogalerij

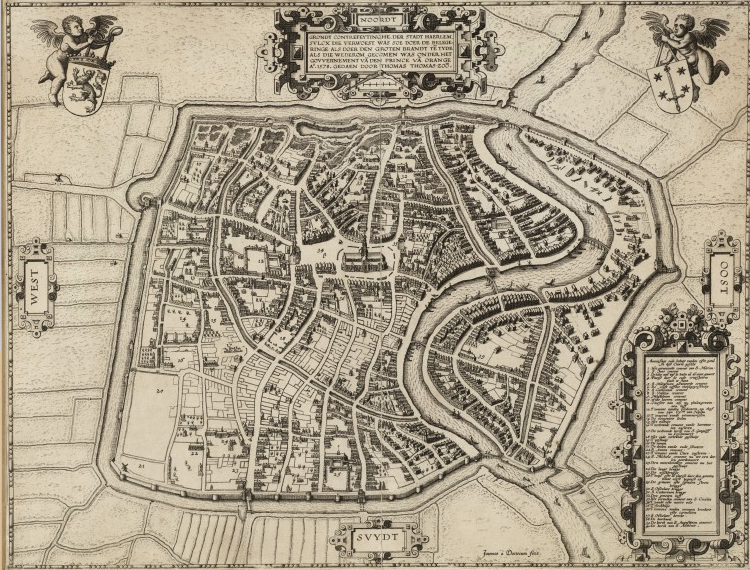
Kaart van Thomas Thomasz. uit 1578. Rechtsonder vormt de Herensingel de grens van de bebouwing
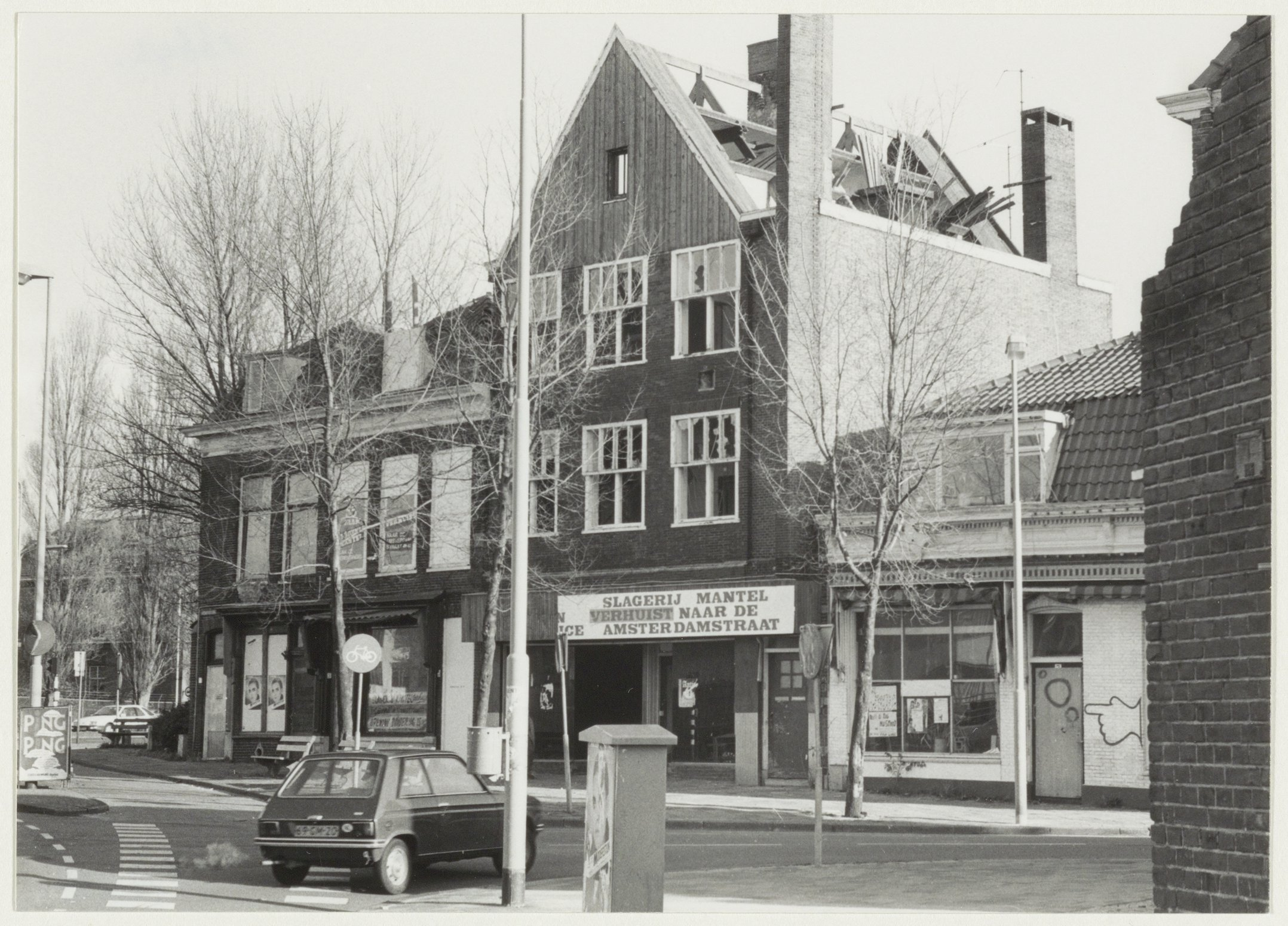
De sloop van panden op de hoek Amsterdamstraat / Herensingel, tegenover de Amsterdamse Poort